# Kraking
Kraking, krakowanie (ang. cracking – pękanie) – grupa procesów technologicznych stosowanych w celu przerobu ciężkich frakcji ropy naftowej na benzynę i oleje.
Kraking polega na inicjowaniu kontrolowanego rozkładu długich węglowodorów alifatycznych zawartych w ciężkich frakcjach, takich jak mazut i frakcje olejowe, otrzymywanych w procesie rafinacji ropy naftowej, na związki o krótszych łańcuchach węglowych, takich jakie występują w benzynie i oleju napędowym. Reakcje chemiczne zachodzące w czasie krakingu sprowadzają się w uproszczeniu do pękania pojedynczych wiązań chemicznych węgiel–węgiel z wytworzeniem wolnych rodników. W wyniku wtórnych reakcji wytworzonych wolnych rodników oprócz oczekiwanych węglowodorów alifatycznych o stosunkowo krótkich łańcuchach powstają też mniejsze ilości metanu, LPG, nienasyconych węglowodorów oraz koksu. Kraking może być inicjowany termicznie, katalitycznie lub radiacyjnie (z użyciem promieniowania jonizującego).
W zależności od warunków prowadzenia procesu i zastosowanego surowca można wyróżnić (źródło podane w lewej kolumnie dotyczy wszystkich danych w wierszu, o ile nie zaznaczono inaczej):
| Nazwa procesu                                                 | Typowy surowiec                                                                             | Dodawany reagent | Ciśnienie robocze (MPa)         | Zakres temperatury (°C) | Katalizator                                                                                    | Produkty                                             |
| ------------------------------------------------------------- | ------------------------------------------------------------------------------------------- | ---------------- | ------------------------------- | ----------------------- | ---------------------------------------------------------------------------------------------- | ---------------------------------------------------- |
| Piroliza olefinowa                                            | etan, gaz płynny, benzyna, lekki olej opałowy                                               | H2O              | do 0,2                          | 780–900 700–1200        | –                                                                                              | eten, propen, buteny, butadien, benzyna pirolityczna |
| Piroliza acetylenowa                                          | metan, etan, frakcje benzynowe                                                              | –                | 0,01–0,05                       | 1300–1400               | –                                                                                              | acetylen, wodór                                      |
| Koksowanie (kraking termiczny „do koksu”), koksowanie gudronu | pozostałości naftowe, ciężkie destylaty (gudron)                                            | –                | do 0,5 0,1–0,3                  | 520–535 430–550         | –                                                                                              | koks, frakcje ciekłe i gazowe                        |
| Visbreaking (łagodny kraking termiczny)                       | pozostałości naftowe                                                                        | –                | do 1,5 0,5–2                    | 430–460 460–510         | –                                                                                              | olej opałowy o obniżonej lepkości                    |
| Kraking termiczny „do pozostałości”                           | pozostałości atmosferyczne, destylaty próżnowe                                              | –                | 2–5 2–7                         | 470–540                 | –                                                                                              | benzyna, oleje opałowy i napędowy                    |
| Reforming termiczny                                           | ciężka benzyna niskooktanowa                                                                | –                | 5–7                             |                         | –                                                                                              | benzyna o wyższej liczbie oktanowej, do 20% gazów    |
| Kraking katalityczny                                          | frakcje oleju wrzące w temp. 280–350 °C                                                     | –                | 0,1–0,2                         | 450–510 380–440 480–540 | uwodnione glinokrzemiany aktywowane tlenkami Ni, Co, Cu, Mn, itp. lub z dodatkiem 15% zeolitów | benzyny o wysokiej liczbie oktanowej, olej napędowy  |
| Hydrokraking                                                  | destylaty próżniowe, pozostałości naftowe                                                   | H2               | 7–15 6,9–13,8                   | 250–450 290–400         | Pt,Pd,W,Ni/SiO2+Al2O3                                                                          | gaz płynny, benzyna hydrokrakingowa, frakcje olejowe |
| Hydroreforming                                                | hydrorafinowane: frakcje benzynowe, frakcje benzynowe i naftowe wrzące w zakresie 82–190 °C | H2               | 0,7–3,0 najczęściej 0,345–2,415 | 480–525                 | bi- i polimetalicze Pt+(Re,Ir,Ge)/γ-Al2O3 Pt lub Pt+Re/chlorowany Al2O3                        | benzyna wysokooktanowa (reformat)                    |

W niewielkim stopniu kraking ma zastosowanie w przerobie tworzyw sztucznych na paliwa płynne.